# 네이비-마린 코스 메모리얼 스타디움
네이비-마린 코스 메모리얼 스타디움(Navy–Marine Corps Memorial Stadium)는 미국 메릴랜드주 아나폴리스에 위치한 다목적 미식축구 경기장이다.